# Nowosiółki Dydyńskie (gmina)
Nowosiółki Dydyńskie (od 1940 Hujsko) – dawna gmina wiejska istniejąca 1934–1939 w woj. lwowskim (dzisiejsze woj. podkarpackie/obwód lwowski). Siedzibą gminy były Nowosiółki Dydyńskie.
Gminę zbiorową Nowosiółki Dydyńskie utworzono 1 sierpnia 1934 roku w województwie lwowskim, w powiecie dobromilskim, z dotychczasowych jednostkowych gmin wiejskich: Falkenberg, Hujsko, Huwniki, Kalwaria Pacławska, Leszczyny, Nowosiółki Dydyńskie, Sopotnik i Truszowice.
Podczas okupacji przekształcona w gminę Hujsko.
Po wojnie gminy nie odtworzono, mimo że główna część jej obszaru pozostała w granicach Polski (gromada Truszowice znalazła się w ZSRR), a jej dawny obszar włączono do gminy Rybotycze.